# Mugilogobius platynotus
Mugilogobius platynotus is een straalvinnige vissensoort uit de familie van grondels (Gobiidae). De wetenschappelijke naam van de soort is voor het eerst geldig gepubliceerd in 1861 door Albert Günther.